# Pedicar
Das Pedicar ist ein US-amerikanisches Vierradfahrzeug, das mit Muskelkraft vorwärts bewegt wird.

## Beschreibung
Entwickelt wurde das Pedicar vom früheren Hubschrauberpiloten Robert Bundschuh aus Windsor (Connecticut); Hersteller war eine Environmental Trans-Sport Corporation aus demselben Ort. In einer Anzeige für das Fahrzeug ist dagegen die Firmierung Environmental Transport Corporation angegeben. Das einzige Produktionsjahr war 1973. Das Pedicar hat einen Sitzplatz und eine geschlossene GFK-Karosserie mit zwei Selbstmördertüren. Der Fahrer treibt das Gefährt mit Pedalen an, die über ein Getriebe mit fünf Vorwärtsgängen und einem Rückwärtsgang mit einem Hinterrad verbunden sind. Die vier Räder sind für ein Fahrrad übliche Drahtspeichenräder.
Das Gepäckabteil mit 8 Kubikfuß Volumen schließt sich hinter dem Fahrersitz an und kann über eine gläserne Klappe verschlossen werden. Unter dem Gepäckfach, in dem auch kleinere Kinder mitfahren können, befindet sich das Getriebe.
Ungewöhnlich für ein Fahrzeug dieser Art ist die reichhaltige Ausstattung: ein Hauptscheinwerfer, Türschlösser, Windschutzscheibe, Scheibenwischer, Seitenscheiben und ein Rückspiegel.
Anlässlich der Anhörungen zur Highway Legislation im März 1973 berichtete der Berater für Verkehr und Umwelt der National Student Lobby (NSL) Frederick Tyler dem Subkomitee für Verkehr im Ständigen Ausschuss-Komitee für Öffentliche Aufgaben des 93. US-Kongresses über das Pedicar.
Als der demokratische Senator Alan Cranston mit einem Pedicar durch Washington fuhr, um für den Bau von Fahrradwegen zu werben, sorgte das Gefährt für einiges Aufsehen.

## Technische Daten
Gewicht: ca. 57 kg (125 lbs)

Länge: ca. 210 cm (82 Zoll)

Höchstgeschwindigkeit: vom Fahrer abhängig (in einem Test wurde eine Dauergeschwindigkeit von 15 mph (ca. 24 km/h) und eine Höchstgeschwindigkeit von 18 mph (knapp 29 km/h) ermittelt)